# Европско првенство групе Б у америчком фудбалу 2013.
Европско првенство групе Б у америчком фудбалу 2013. било је треће издање континенталног сениорског шампионата у америчком фудбалу за други ранг (Група Б). Одржано је у августу и септембру месецу у Италији. Учествовало је шест екипа, а победник је постала репрезентација Данске и пласирала се у Групу А.

## Тимови
Репрезентације су биле подељене у две групе од по три тима.
| Група А                                | Група Б                   |
| -------------------------------------- | ------------------------- |
| Италија · Велика Британија · Шпанија · | Данска · Чешка · Србија · |

## Групе
Првопласирани иду у финале, другопласирани се боре за треће место, а трећепласирани за опстанак у Групи Б.
| Група А             | И | Д | И | ДГ | ПГ  | Бодови |
| ------------------- | - | - | - | -- | --- | ------ |
| 1. Италија          | 2 | 2 | 0 | 75 | 23  | 6      |
| 2. Велика Британија | 2 | 1 | 1 | 74 | 26  | 3      |
| 3. Шпанија          | 2 | 0 | 2 | 13 | 113 | 0      |

| Група Б   | И | Д | И | ДГ | ПГ | Бодови |
| --------- | - | - | - | -- | -- | ------ |
| 1. Данска | 2 | 2 | 0 | 72 | 10 | 6      |
| 2. Чешка  | 2 | 1 | 1 | 13 | 43 | 3      |
| 3. Србија | 2 | 0 | 2 | 19 | 51 | 0      |

### Резултати[2]
| Датум           | Клуб   | Клуб   | Резултат |
| --------------- | ------ | ------ | -------- |
| 31. август 2013 | Данска | Србија | 38:10    |
| 2. септ. 2013   | Чешка  | Србија | 13:9     |
| 4. септ. 2013   | Данска | Чешка  | 34:0     |

| Датум           | Клуб             | Клуб             | Резултат |
| --------------- | ---------------- | ---------------- | -------- |
| 31. август 2013 | Италија          | Шпанија          | 55:7     |
| 2. септ. 2013   | Велика Британија | Шпанија          | 58:6     |
| 4. септ. 2013   | Италија          | Велика Британија | 20:16    |

## Разигравање
Србија је победом против Шпаније за пето место, обезбедила опстанак у Б групи, а Шпанија је испала у Ц групу такмичења.
| Датум             | Клуб   | Клуб    | Резултат |
| ----------------- | ------ | ------- | -------- |
| 7. септембар 2013 | Србија | Шпанија | 30:0     |

| Датум             | Клуб             | Клуб  | Резултат |
| ----------------- | ---------------- | ----- | -------- |
| 7. септембар 2013 | Велика Британија | Чешка | 23:14    |

## Финале
Победник финала пласирао се у Група А Европског првенства у америчком фудбалу.
| Датум             | Клуб   | Клуб    | Резултат |
| ----------------- | ------ | ------- | -------- |
| 7. септембар 2013 | Данска | Италија | 49:29    |

| Прваци Европе Б Групе 2013. |
| --------------------------- |
| Данска 1. титула            |